# Modifiche territoriali e amministrative dei comuni dell'Emilia-Romagna
Questa pagina riassume tutte le modifiche territoriali e amministrative dei comuni emiliani e romagnoli dall'Unità ad oggi.
| Cod. Belfiore | Comune                        | Provincia    | Anno | Evento                          | Comune                            | Provincia    |
| ------------- | ----------------------------- | ------------ | ---- | ------------------------------- | --------------------------------- | ------------ |
| A138          | Albareto                      | PR           | 1862 | Cambia denominazione in         | Albareto di Borgotaro             | PR           |
| A138          | Albareto di Borgotaro         | PR           | 1928 | Aggregato al Com. di            | Borgo Val di Taro                 | PR           |
| A138          | Albareto                      | PR           | 1946 | Ristaccato dal Com. di          | Borgo Val di Taro                 | PR           |
| A324          | Anzola                        | BO           | 1864 | Cambia denominazione in         | Anzola dell'Emilia                | BO           |
| A551          | Bagnaja                       | RA           | 1863 | Cambia denominazione in         | Bagnara di Romagna                | RA           |
| A558          | Porretta                      | BO           | 1882 | Cambia denominazione in         | Bagni della Porretta              | BO           |
| A558          | Bagni della Porretta          | BO           | 1931 | Cambia denominazione in         | Porretta Terme                    | BO           |
| A558          | Porretta Terme                | BO           | 2016 | Aggregato al Nuovo Com. di      | Alto Reno Terme                   | BO           |
| A565          | Bagno di Romagna              | FI Toscana   | 1923 | Cambia Provincia e Regione a    |                                   | FC           |
| A573          | Bagnolo                       | RE           | 1862 | Cambia denominazione in         | Bagnolo in Piano                  | RE           |
| A646          | Bardi                         | PC           | 1923 | Cambia Provincia a              |                                   | PR           |
| A747          | Bellaria-Igea Marina          | FC           | 1956 | Staccato dal Com. di            | Rimini                            | FC           |
| A747          | Bellaria-Igea Marina          | FC           | 1992 | Cambia Provincia a              |                                   | RN           |
| A771          | Belvedere                     | BO           | 1862 | Cambia denominazione in         | Lizzano in Belvedere              | BO           |
| A785          | Santa Maria in Duno           | BO           | 1885 | Cambia denominazione in         | Bentivoglio                       | BO           |
| A806          | Berra                         | FE           | 1908 | Staccato dal Com. di            | Copparo                           | FE           |
| A831          | Bettola                       | PC           | 1881 | Cambia denominazione in         | Borgonure                         | PC           |
| A831          | Borgonure                     | PC           | 1885 | Cambia denominazione in         | Bettola                           | PC           |
| A909          | Bobbio                        | PV Lombardia | 1923 | Cambia Provincia e Regione a    |                                   | PC           |
| A915          | Boccolo de' Tassi             | PC           | 1923 | Cambia Provincia a              |                                   | PR           |
| A915          | Boccolo de' Tassi             | PR           | 1926 | Aggregato (in parte) al Com. di | Bardi                             | PR           |
| A915          | Boccolo de' Tassi             | PR           | 1926 | Aggregato (in parte) al Com. di | Farini                            | PC           |
| A915          | Boccolo de' Tassi             | PR           | 1926 | Aggregato (in parte) al Com. di | Ferriere                          | PC           |
| A915          | Boccolo de' Tassi             | PR           | 1926 | Aggregato (in parte) al Com. di | Pione                             | PR           |
| A915          | Boccolo de' Tassi             | PR           | 1927 | Passa Post Mortem (in parte)    | da Pione a Bardi                  | PR           |
| A987          | Metti e Pozzolo               | PR           | 1919 | Staccato dal Com. di            | Pellegrino Parmense               | PR           |
| A987          | Metti e Pozzolo               | PR           | 1932 | Cambia denominazione in         | Bore                              | PR           |
| B027          | Borgo Panigale                | BO           | 1937 | Aggregato al Com. di            | Bologna                           | BO           |
| B032          | Borgo San Bernardino          | PC           | 1877 | Aggregato al Com. di            | Bettola                           | PC           |
| B034          | Borgo San Donnino             | PR           | 1927 | Cambia denominazione in         | Fidenza                           | PR           |
| B042          | Borgo Taro                    | PR           | 1928 | Cambia denominazione in         | Borgo Val di Taro                 | PR           |
| B044          | Tossignano                    | RA           | 1884 | Cambia Provincia a              |                                   | BO           |
| B044          | Tossignano                    | BO           | 1954 | Cambia denominazione in         | Borgo Tossignano                  | BO           |
| B117          | Pregola                       | PV Lombardia | 1923 | Cambia Provincia e Regione a    |                                   | PC           |
| B117          | Pregola                       | PC           | 1926 | Cambia Provincia e Regione a    |                                   | PV Lombardia |
| B399          | Calderara                     | BO           | 1862 | Cambia denominazione in         | Calderara di Reno                 | BO           |
| B479          | Caminata                      | PV Lombardia | 1923 | Cambia Provincia e Regione a    |                                   | PC           |
| B479          | Caminata                      | PC           | 1928 | Aggregato al Com. di            | Nibbiano                          | PC           |
| B479          | Caminata                      | PC           | 1950 | Ristaccato dal Com. di          | Nibbiano                          | PC           |
| B479          | Caminata                      | PC           | 2018 | Aggregato al Nuovo Com. di      | Alta Val Tidone                   | PC           |
| B499          | Campagnola                    | RE           | 1862 | Cambia denominazione in         | Campagnola Emilia                 | RE           |
| B689          | Caprara Sopra Panico          | BO           | 1882 | Cambia denominazione in         | Marzabotto                        | BO           |
| B812          | Carpaneto                     | PC           | 1929 | Cambia denominazione in         | Carpaneto Piacentino              | PC           |
| B969          | Casio e Casola                | BO           | 1896 | Cambia denominazione in         | Castel di Casio                   | BO           |
| C080          | Casteldelci                   | PU Marche    | 2009 | Cambia Provincia e Regione a    |                                   | RN           |
| C086          | Castel del Rio                | RA           | 1884 | Cambia Provincia a              |                                   | BO           |
| C107          | Castelfranco                  | BO           | 1863 | Cambia denominazione in         | Castelfranco dell'Emilia          | BO           |
| C107          | Castelfranco dell'Emilia      | BO           | 1929 | Cambia Provincia a              |                                   | MO           |
| C107          | Castelfranco dell'Emilia      | MO           | 1940 | Cambia denominazione in         | Castelfranco Emilia               | MO           |
| C121          | Castel Guelfo                 | BO           | 1876 | Cambia denominazione in         | Castel Guelfo di Bologna          | BO           |
| C185          | Argile                        | BO           | 1863 | Cambia denominazione in         | Castello d'Argile                 | BO           |
| C191          | Serravalle                    | BO           | 1862 | Cambia denominazione in         | Castello di Serravalle            | BO           |
| C265          | Castel San Pietro             | BO           | 1862 | Cambia denominazione in         | Castel San Pietro dell'Emilia     | BO           |
| C265          | Castel San Pietro dell'Emilia | BO           | 1959 | Cambia denominazione in         | Castel San Pietro Terme           | BO           |
| C287          | Castelvetro                   | MO           | 1862 | Cambia denominazione in         | Castelvetro di Modena             | MO           |
| C288          | Castelvetro                   | PC           | 1862 | Cambia denominazione in         | Castelvetro Piacentino            | PC           |
| C296          | Castiglione                   | BO           | 1863 | Cambia denominazione in         | Castiglione dei Pepoli            | BO           |
| C339          | Terra del Sole e Castrocaro   | FI Toscana   | 1923 | Cambia Provincia e Regione a    |                                   | FC           |
| C339          | Terra del Sole e Castrocaro   | FC           | 1925 | Cambia denominazione in         | Castrocaro e Terra del Sole       | FC           |
| C339          | Castrocaro e Terra del Sole   | FC           | 1962 | Cambia denominazione in         | Castrocaro Terme e Terra del Sole | FC           |
| C357          | Cattolica                     | FC           | 1895 | Staccato dal Com. di            | San Giovanni in Marignano         | FC           |
| C357          | Cattolica                     | FC           | 1992 | Cambia Provincia a              |                                   | RN           |
| C513          | Cerignale                     | PV Lombardia | 1923 | Cambia Provincia e Regione a    |                                   | PC           |
| C669          | Ciano                         | RE           | 1873 | Cambia denominazione in         | Ciano d'Enza                      | RE           |
| C669          | Ciano d'Enza                  | RE           | 1991 | Cambia denominazione in         | Canossa                           | RE           |
| C777          | Civitella                     | FC           | 1862 | Cambia denominazione in         | Civitella di Romagna              | FC           |
| C840          | Culagna                       | RE           | 1872 | Cambia denominazione in         | Collagna                          | RE           |
| C951          | Concordia                     | MO           | 1863 | Cambia denominazione in         | Concordia sulla Secchia           | MO           |
| D004          | Coriano                       | FC           | 1992 | Cambia Provincia a              |                                   | RN           |
| D054          | Corte Brugnatella             | PV Lombardia | 1923 | Cambia Provincia e Regione a    |                                   | PC           |
| D074          | Cortile San Martino           | PR           | 1943 | Aggregato al Com. di            | Parma                             | PR           |
| D357          | Dovadola                      | FI Toscana   | 1923 | Cambia Provincia e Regione a    |                                   | FC           |
| D502          | Farini d'Olmo                 | PC           | 1867 | Staccato (in parte) dal Com. di | Bettola                           | PC           |
| D502          | Farini d'Olmo                 | PC           | 1867 | Staccato (in parte) dal Com. di | Borgo San Bernardino              | PC           |
| D502          | Farini d'Olmo                 | PC           | 1867 | Staccato (in parte) dal Com. di | Coli                              | PC           |
| D502          | Farini d'Olmo                 | PC           | 1980 | Cambia denominazione in         | Farini                            | PC           |
| D599          | Finale                        | MO           | 1863 | Cambia denominazione in         | Finale Nell'Emilia                | MO           |
| D599          | Finale Nell'Emilia            | MO           | 1940 | Cambia denominazione in         | Finale Emilia                     | MO           |
| D607          | Fiorano                       | MO           | 1862 | Cambia denominazione in         | Fiorano Modenese                  | MO           |
| D611          | Fiorenzuola                   | PC           | 1866 | Cambia denominazione in         | Fiorenzuola d'Arda                | PC           |
| D617          | Fiumalbo                      | MO           | 1936 | Aggregato (in parte) al Com. di | Abetone                           | PT Toscana   |
| D618          | Fiumana                       | FC           | 1925 | Aggregato (in parte) al Com. di | Castrocaro Terme e Terra del Sole | FC           |
| D618          | Fiumana                       | FC           | 1925 | Aggregato (in parte) al Com. di | Predappio                         | FC           |
| D668          | Fontana                       | RA           | 1863 | Cambia denominazione in         | Fontana Elice                     | RA           |
| D668          | Fontana Elice                 | RA           | 1884 | Cambia Provincia a              |                                   | BO           |
| D668          | Fontana Elice                 | BO           | 1911 | Cambia denominazione in         | Fontanelice                       | BO           |
| D713          | Formignana                    | FE           | 1908 | Staccato dal Com. di            | Copparo                           | FE           |
| D728          | Fornovo                       | PR           | 1862 | Cambia denominazione in         | Fornovo di Taro                   | PR           |
| D867          | Galeata                       | FI Toscana   | 1923 | Cambia Provincia e Regione a    |                                   | FC           |
| D953          | Gazzano                       | RE           | 1870 | Aggregato al Com. di            | Villa Minozzo                     | RE           |
| D958          | Rivalta                       | PC           | 1862 | Cambia denominazione in         | Rivalta Trebbia                   | PC           |
| D958          | Rivalta Trebbia               | PC           | 1888 | Cambia denominazione in         | Gazzola                           | PC           |
| D961          | Gemmano                       | FC           | 1992 | Cambia Provincia a              |                                   | RN           |
| E080          | Golese                        | PR           | 1943 | Aggregato al Com. di            | Parma                             | PR           |
| E107          | Goro                          | FE           | 1962 | Staccato dal Com. di            | Mesola                            | FE           |
| E132          | Gragnano                      | PC           | 1862 | Cambia denominazione in         | Gragnano Trebbiense               | PC           |
| E135          | Granaglione                   | BO           | 2016 | Aggregato al Nuovo Com. di      | Alto Reno Terme                   | BO           |
| E136          | Viadagola                     | BO           | 1875 | Cambia denominazione in         | Granarolo dell'Emilia             | BO           |
| E187          | Tavernola                     | BO           | 1862 | Cambia denominazione in         | Tavernola Reno                    | BO           |
| E187          | Tavernola Reno                | BO           | 1882 | Cambia denominazione in         | Grizzana                          | BO           |
| E187          | Grizzana                      | BO           | 1985 | Cambia denominazione in         | Grizzana Morandi                  | BO           |
| E320          | Le Venezie                    | FE           | 1908 | Staccato dal Com. di            | Copparo                           | FE           |
| E320          | Le Venezie                    | FE           | 1911 | Cambia denominazione in         | Jolanda di Savoia                 | FE           |
| E548          | Lesignano di Palmia           | PR           | 1897 | Cambia denominazione in         | Terenzo                           | PR           |
| E726          | Lugagnano                     | PC           | 1862 | Cambia denominazione in         | Lugagnano Val d'Arda              | PC           |
| E838          | Maiolo                        | PU Marche    | 2009 | Cambia Provincia e Regione a    |                                   | RN           |
| E905          | Marano                        | MO           | 1862 | Cambia denominazione in         | Marano sul Panaro                 | MO           |
| E969          | Marore                        | PR           | 1870 | Aggregato al Nuovo Com. di      | San Lazzaro Parmense              | PR           |
| E969          | Marore                        | PR           | 1943 | Passa Post Mortem               | da San Lazzaro Parmense a Parma   | PR           |
| F016          | Masi Torello                  | FE           | 1959 | Staccato dal Com. di            | Portomaggiore                     | FE           |
| F137          | Novafeltria                   | PU Marche    | 2009 | Cambia Provincia e Regione a    |                                   | RN           |
| F198          | Migliaro                      | FE           | 1883 | Cambia denominazione in         | Migliarino                        | FE           |
| F199          | Migliaro                      | FE           | 1963 | Staccato dal Com. di            | Migliarino                        | FE           |
| F235          | Mirabello                     | FE           | 1959 | Staccato dal Com. di            | Sant'Agostino                     | FE           |
| F244          | Misano                        | FC           | 1862 | Cambia denominazione in         | Misano in Villa Vittoria          | FC           |
| F244          | Misano in Villa Vittoria      | FC           | 1938 | Cambia denominazione in         | Misano Adriatico                  | FC           |
| F244          | Misano Adriatico              | FC           | 1992 | Cambia Provincia a              |                                   | RN           |
| F259          | Modigliana                    | FI Toscana   | 1923 | Cambia Provincia e Regione a    |                                   | FC           |
| F340          | Monchio                       | PR           | 1935 | Cambia denominazione in         | Monchio delle Corti               | PR           |
| F346          | Mondaino                      | FC           | 1992 | Cambia Provincia a              |                                   | RN           |
| F357          | Monfestino in Serra Mazzoni   | MO           | 1948 | Cambia denominazione in         | Serramazzoni                      | MO           |
| F463          | Montecchio                    | RE           | 1863 | Cambia denominazione in         | Montecchio Emilia                 | RE           |
| F474          | Montecopiolo                  | PU Marche    | 2021 | Cambia Provincia e Regione a    |                                   | RN           |
| F476          | Monte Colombo                 | FC           | 1992 | Cambia Provincia a              |                                   | RN           |
| F502          | Montefiore                    | FC           | 1863 | Cambia denominazione in         | Montefiorito                      | FC           |
| F502          | Montefiorito                  | FC           | 1917 | Cambia denominazione in         | Montefiore Conca                  | FC           |
| F502          | Montefiore Conca              | FC           | 1992 | Cambia Provincia a              |                                   | RN           |
| F523          | Montegridolfo                 | FC           | 1992 | Cambia Provincia a              |                                   | RN           |
| F641          | Montescudolo                  | FC           | 1862 | Cambia denominazione in         | Montescudo                        | FC           |
| F641          | Montescudo                    | FC           | 1992 | Cambia Provincia a              |                                   | RN           |
| F671          | Monticelli                    | PC           | 1863 | Cambia denominazione in         | Monticelli d'Ongina               | PC           |
| F715          | Morciano                      | FC           | 1865 | Cambia denominazione in         | Morciano di Romagna               | FC           |
| F715          | Morciano di Romagna           | FC           | 1992 | Cambia Provincia a              |                                   | RN           |
| F753          | Mortano                       | FC           | 1923 | Aggregato al Com. di            | Santa Sofia                       | FC           |
| F759          | Mortizza                      | PC           | 1923 | Aggregato al Com. di            | Piacenza                          | PC           |
| F824          | Musiano                       | BO           | 1865 | Aggregato al Com. di            | Pianoro                           | BO           |
| F885          | Nibbiano                      | PC           | 2018 | Aggregato al Nuovo Com. di      | Alta Val Tidone                   | PC           |
| F966          | Novi                          | MO           | 1862 | Cambia denominazione in         | Novi di Modena                    | MO           |
| G195          | Ottone                        | PV Lombardia | 1923 | Cambia Provincia e Regione a    |                                   | PC           |
| G205          | Ozzano                        | BO           | 1862 | Cambia denominazione in         | Ozzano dell'Emilia                | BO           |
| G250          | Palagano                      | MO           | 1869 | Aggregato al Com. di            | Montefiorino                      | MO           |
| G250          | Palagano                      | MO           | 1958 | Ristaccato dal Com. di          | Montefiorino                      | MO           |
| G393          | Pavullo                       | MO           | 1863 | Cambia denominazione in         | Pavullo nel Frignano              | MO           |
| G399          | Pecorara                      | PC           | 2018 | Aggregato al Nuovo Com. di      | Alta Val Tidone                   | PC           |
| G424          | Pellegrino                    | PR           | 1862 | Cambia denominazione in         | Pellegrino Parmense               | PR           |
| G433          | Pennabilli                    | PU Marche    | 2009 | Cambia Provincia e Regione a    |                                   | RN           |
| G467          | San Giovanni in Persiceto     | BO           | 1912 | Cambia denominazione in         | Persiceto                         | BO           |
| G467          | Persiceto                     | BO           | 1928 | Cambia denominazione in         | San Giovanni in Persiceto         | BO           |
| G557          | Pianello                      | PC           | 1862 | Cambia denominazione in         | Pianello Val Tidone               | PC           |
| G566          | Piano                         | BO           | 1862 | Cambia denominazione in         | Pian del Voglio                   | BO           |
| G566          | Pian del Voglio               | BO           | 1924 | Cambia denominazione in         | San Benedetto Val di Sambro       | BO           |
| G643          | Pieve di Cento                | FE           | 1929 | Cambia Provincia a              |                                   | BO           |
| G654          | Pieve San Vincenzo            | RE           | 1873 | Cambia denominazione in         | Ramiseto                          | RE           |
| G689          | Pione                         | PR           | 1926 | Staccato dal Com. di            | Boccolo De' Tassi                 | PR           |
| G689          | Pione                         | PR           | 1927 | Aggregato al Com. di            | Bardi                             | PR           |
| G696          | Pomaro                        | PC           | 1862 | Cambia denominazione in         | Pomaro Piacentino                 | PC           |
| G696          | Pomaro Piacentino             | PC           | 1877 | Cambia denominazione in         | Piozzano                          | PC           |
| G755          | Poggio Berni                  | FC           | 1992 | Cambia Provincia a              |                                   | RN           |
| G783          | Polesine                      | PR           | 1869 | Cambia denominazione in         | Polesine Parmense                 | PR           |
| G788          | Polignano                     | PC           | 1862 | Cambia denominazione in         | Polignano Piacentino              | PC           |
| G788          | Polignano Piacentino          | PC           | 1882 | Cambia denominazione in         | San Pietro in Cerro               | PC           |
| G904          | Portico e San Benedetto       | FI Toscana   | 1923 | Cambia Provincia e Regione a    |                                   | FC           |
| G972          | Praduro e Sasso               | BO           | 1935 | Cambia denominazione in         | Sasso Bolognese                   | BO           |
| G972          | Sasso Bolognese               | BO           | 1938 | Cambia denominazione in         | Sasso Marconi                     | BO           |
| H017          | Predappio                     | FC           | 1927 | Cambia denominazione in         | Predappio Nuova                   | FC           |
| H017          | Predappio Nuova               | FC           | 1936 | Cambia denominazione in         | Predappio                         | FC           |
| H034          | Premilcuore                   | FI Toscana   | 1923 | Cambia Provincia e Regione a    |                                   | FC           |
| H061          | Prignano                      | MO           | 1862 | Cambia denominazione in         | Prignano sulla Secchia            | MO           |
| H223          | Reggio                        | RE           | 1862 | Cambia denominazione in         | Reggio nell'Emilia                | RE           |
| H274          | Riccione                      | FC           | 1922 | Staccato dal Com. di            | Rimini                            | FC           |
| H274          | Riccione                      | FC           | 1992 | Cambia Provincia a              |                                   | RN           |
| H294          | Rimini                        | FC           | 1992 | Cambia Provincia a              |                                   | RN           |
| H298          | Rio                           | RE           | 1864 | Cambia denominazione in         | Rio Saliceto                      | RE           |
| H302          | Riolo                         | RA           | 1915 | Cambia denominazione in         | Riolo dei Bagni                   | RA           |
| H302          | Riolo dei Bagni               | RA           | 1957 | Cambia denominazione in         | Riolo Terme                       | RA           |
| H360          | Ro                            | FE           | 1908 | Staccato dal Com. di            | Copparo                           | FE           |
| H437          | Rocca San Casciano            | FI Toscana   | 1923 | Cambia Provincia e Regione a    |                                   | FC           |
| H505          | Romagnese                     | PV Lombardia | 1923 | Cambia Provincia e Regione a    |                                   | PC           |
| H505          | Romagnese                     | PC           | 1926 | Cambia Provincia e Regione a    |                                   | PV Lombardia |
| H613          | Roversano                     | FC           | 1925 | Aggregato al Com. di            | Cesena                            | FC           |
| H637          | Ruino                         | PV Lombardia | 1923 | Cambia Provincia e Regione a    |                                   | PC           |
| H637          | Ruino                         | PC           | 1926 | Cambia Provincia e Regione a    |                                   | PV Lombardia |
| H678          | Sala                          | BO           | 1862 | Cambia denominazione in         | Sala Bolognese                    | BO           |
| H682          | Sala                          | PR           | 1863 | Cambia denominazione in         | Sala Baganza                      | PR           |
| H720          | Salsomaggiore                 | PR           | 1956 | Cambia denominazione in         | Salsomaggiore Terme               | PR           |
| H724          | Saludecio                     | FC           | 1992 | Cambia Provincia a              |                                   | RN           |
| H794          | San Cesario                   | MO           | 1862 | Cambia denominazione in         | San Cesario sul Panaro            | MO           |
| H801          | San Clemente                  | FC           | 1992 | Cambia Provincia a              |                                   | RN           |
| H828          | San Donato                    | PR           | 1862 | Cambia denominazione in         | San Donato d'Enza                 | PR           |
| H828          | San Donato d'Enza             | PR           | 1870 | Aggregato al Nuovo Com. di      | San Lazzaro Parmense              | PR           |
| H828          | San Donato d'Enza             | PR           | 1943 | Passa Post Mortem               | da San Lazzaro Parmense a Parma   | PR           |
| H835          | San Felice                    | MO           | 1862 | Cambia denominazione in         | San Felice sul Panaro             | MO           |
| H887          | San Giorgio                   | PC           | 1862 | Cambia denominazione in         | San Giorgio Piacentino            | PC           |
| H921          | San Giovanni in Marignano     | FC           | 1992 | Cambia Provincia a              |                                   | RN           |
| H945          | San Lazzaro                   | BO           | 1862 | Cambia denominazione in         | San Lazzaro di Savena             | BO           |
| H947          | San Lazzaro                   | PC           | 1862 | Cambia denominazione in         | San Lazzaro Alberoni              | PC           |
| H947          | San Lazzaro Alberoni          | PC           | 1923 | Aggregato al Com. di            | Piacenza                          | PC           |
| H948          | San Lazzaro Parmense          | PR           | 1943 | Aggregato al Com. di            | Parma                             | PR           |
| H949          | San Leo                       | PU Marche    | 2009 | Cambia Provincia e Regione a    |                                   | RN           |
| I015          | San Martino Sinzano           | PR           | 1866 | Aggregato (in parte) al Com. di | Collecchio                        | PR           |
| I015          | San Martino Sinzano           | PR           | 1866 | Aggregato (in parte) al Com. di | Parma                             | PR           |
| I015          | San Martino Sinzano           | PR           | 1866 | Aggregato (in parte) al Com. di | San Pancrazio Parmense            | PR           |
| I015          | San Martino Sinzano           | PR           | 1943 | Passa Post Mortem (in parte)    | da San Pancrazio Parmense a Parma | PR           |
| I027          | San Mauro                     | FC           | 1862 | Cambia denominazione in         | San Mauro di Roma                 | FC           |
| I027          | San Mauro di Roma             | FC           | 1863 | Cambia denominazione in         | San Mauro di Romagna              | FC           |
| I027          | San Mauro di Romagna          | FC           | 1932 | Cambia denominazione in         | San Mauro Pascoli                 | FC           |
| I068          | San Pancrazio                 | PR           | 1862 | Cambia denominazione in         | San Pancrazio Parmense            | PR           |
| I068          | San Pancrazio Parmense        | PR           | 1943 | Aggregato al Com. di            | Parma                             | PR           |
| I123          | San Polo                      | RE           | 1862 | Cambia denominazione in         | San Polo d'Enza in Caviano        | RE           |
| I123          | San Polo d'Enza in Caviano    | RE           | 1955 | Cambia denominazione in         | San Polo d'Enza                   | RE           |
| I153          | San Secondo                   | PR           | 1862 | Cambia denominazione in         | San Secondo Parmense              | PR           |
| I191          | Sant'Agata                    | BO           | 1862 | Cambia denominazione in         | Sant'Agata Bolognese              | BO           |
| I196          | Sant'Agata                    | RA           | 1863 | Cambia denominazione in         | Sant'Agata sul Santerno           | RA           |
| I201          | Sant'Agata Feltria            | PU Marche    | 2009 | Cambia Provincia e Regione a    |                                   | RN           |
| I299          | Sant'Antonio                  | PC           | 1862 | Cambia denominazione in         | Sant'Antonio a Trebbia            | PC           |
| I299          | Sant'Antonio a Trebbia        | PC           | 1923 | Aggregato al Com. di            | Piacenza                          | PC           |
| I304          | Sant'Arcangelo                | FC           | 1863 | Cambia denominazione in         | Sant'Arcangelo di Romagna         | FC           |
| I304          | Sant'Arcangelo di Romagna     | FC           | 1913 | Cambia denominazione in         | Santarcangelo di Romagna          | FC           |
| I304          | Santarcangelo di Romagna      | FC           | 1992 | Cambia Provincia a              |                                   | RN           |
| I310          | Santa Sofia                   | FI Toscana   | 1923 | Cambia Provincia e Regione a    |                                   | FC           |
| I342          | Sant'Ilario                   | RE           | 1862 | Cambia denominazione in         | Sant'Ilario d'Enza                | RE           |
| I460          | Sassofeltrio                  | PU Marche    | 2021 | Cambia Regione e Provincia a    |                                   | RN           |
| I472          | Savignano                     | FC           | 1862 | Cambia denominazione in         | Savignano di Romagna              | FC           |
| I472          | Savignano di Romagna          | FC           | 1933 | Cambia denominazione in         | Savignano sul Rubicone            | FC           |
| I473          | Savignano                     | MO           | 1862 | Cambia denominazione in         | Savignano sul Panaro              | MO           |
| I550          | Scorticata                    | FC           | 1938 | Cambia denominazione in         | Torriana                          | FC           |
| I550          | Torriana                      | FC           | 1992 | Cambia Provincia a              |                                   | RN           |
| I779          | Sogliano                      | FC           | 1862 | Cambia denominazione in         | Sogliano al Rubicone              | FC           |
| I842          | Sorbano                       | FI Toscana   | 1923 | Cambia Provincia e Regione a    |                                   | FC           |
| I842          | Sorbano                       | FC           | 1965 | Aggregato al Com. di            | Sarsina                           | FC           |
| L034          | Talamello                     | PU Marche    | 2009 | Cambia Provincia e Regione a    |                                   | RN           |
| L099          | Teodorano                     | FC           | 1925 | Aggregato (in parte) al Com. di | Cesena                            | FC           |
| L099          | Teodorano                     | FC           | 1925 | Aggregato (in parte) al Com. di | Civitella di Romagna              | FC           |
| L099          | Teodorano                     | FC           | 1925 | Aggregato (in parte) al Com. di | Meldola                           | FC           |
| L099          | Teodorano                     | FC           | 1925 | Aggregato (in parte) al Com. di | Santa Sofia                       | FC           |
| L183          | Tizzano                       | PR           | 1863 | Cambia denominazione in         | Tizzano Val Parma                 | PR           |
| L351          | Trebecco                      | PV Lombardia | 1923 | Cambia Provincia e Regione a    |                                   | PC           |
| L351          | Trebecco                      | PC           | 1928 | Aggregato al Com. di            | Nibbiano                          | PC           |
| L351          | Trebecco                      | PC           | 2018 | Passa Post Mortem               | da Nibbiano a Alta Val Tidone     | PC           |
| L361          | Tredozio                      | FI Toscana   | 1923 | Cambia Provincia e Regione a    |                                   | FC           |
| L390          | Tresigallo                    | FE           | 1961 | Staccato dal Com. di            | Formignana                        | FE           |
| L658          | Valverde                      | PV Lombardia | 1923 | Cambia Provincia e Regione a    |                                   | PC           |
| L658          | Valverde                      | PC           | 1926 | Cambia Provincia e Regione a    |                                   | PV Lombardia |
| L764          | Verghereto                    | FI Toscana   | 1923 | Cambia Provincia e Regione a    |                                   | FC           |
| L797          | Verucchio                     | FC           | 1992 | Cambia Provincia a              |                                   | RN           |
| L820          | Vezzano                       | RE           | 1862 | Cambia denominazione in         | Vezzano sul Crostolo              | RE           |
| L848          | Vicomarino                    | PC           | 1888 | Cambia denominazione in         | Ziano                             | PC           |
| L848          | Ziano                         | PC           | 1928 | Cambia denominazione in         | Ziano Piacentino                  | PC           |
| L868          | Vigarano Mainarda             | FE           | 1901 | Staccato dal Com. di            | Ferrara                           | FE           |
| L870          | Vigatto                       | PR           | 1943 | Aggregato al Com. di            | Parma                             | PR           |
| L870          | Vigatto                       | PR           | 1952 | Ristaccato dal Com. di          | Parma                             | PR           |
| L870          | Vigatto                       | PR           | 1962 | Aggregato al Com. di            | Parma                             | PR           |
| L980          | Villanova                     | PC           | 1862 | Cambia denominazione in         | Villanova sull'Arda               | PC           |
| M110          | Voghiera                      | FE           | 1960 | Staccato dal Com. di            | Portomaggiore                     | FE           |
| M150          | Zavattarello                  | PV Lombardia | 1923 | Cambia Provincia e Regione a    |                                   | PC           |
| M150          | Zavattarello                  | PC           | 1926 | Cambia Provincia e Regione a    |                                   | PV Lombardia |
| M165          | Zerba                         | PV Lombardia | 1923 | Cambia Provincia e Regione a    |                                   | PC           |